# Tô (Sissili)
Tô ist sowohl eine Gemeinde (französisch commune rurale) als auch ein dasselbe Gebiet umfassendes Departement im westafrikanischen Staat Burkina Faso, in der Region Centre-Ouest und der Provinz Sissili. Die Gemeinde hat in 27 Dörfern 47.666 Einwohner.